# Philosophie hellénistique
 (avril 2022).

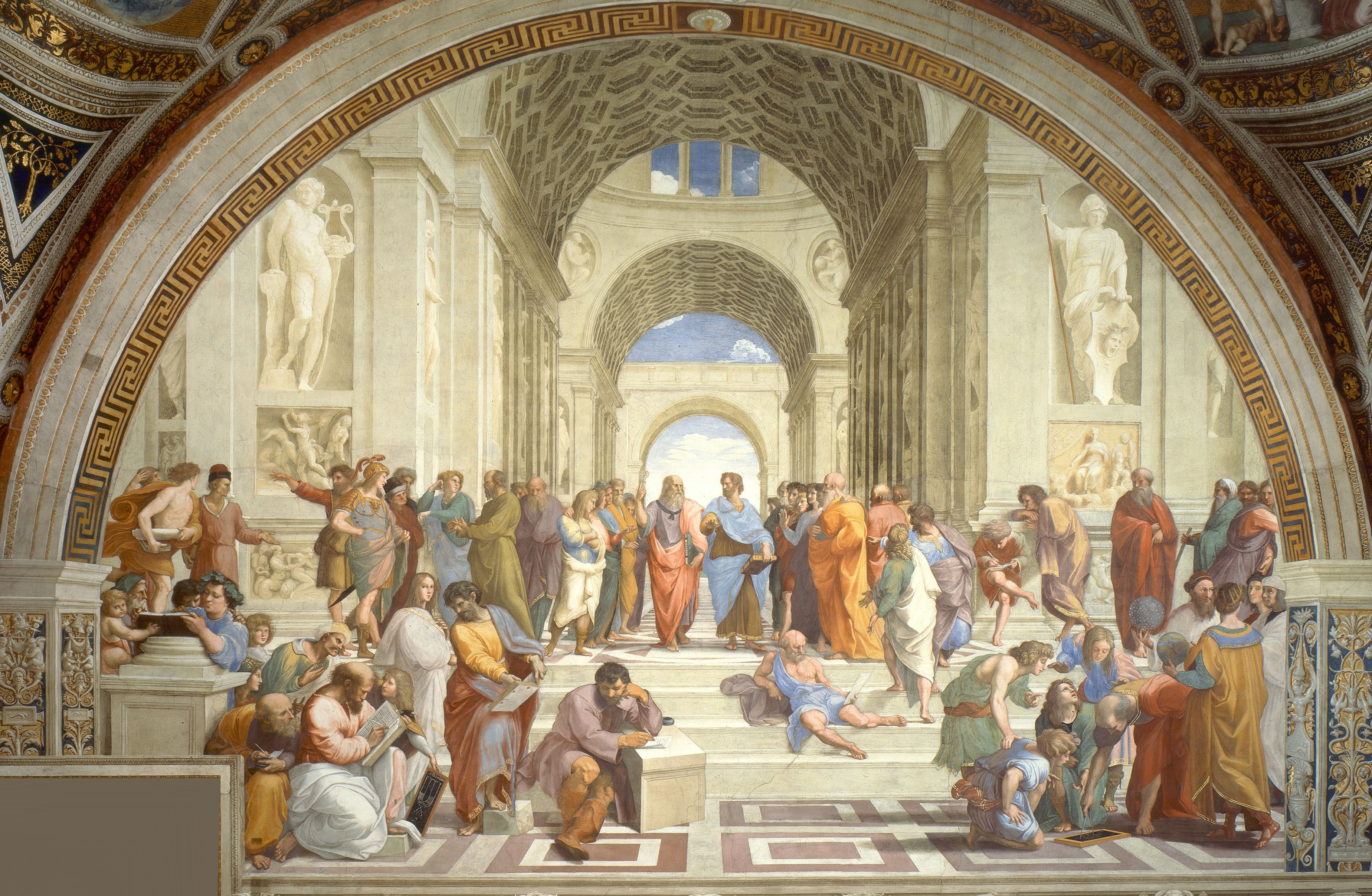
L'école d'Athènes par Raphaël.

La philosophie hellénistique est une expression par laquelle on désigne l'ensemble des courants philosophiques de la période hellénistique qui s'étend de 323 av. J.-C., date de la mort d'Alexandre le Grand, à 30 av. J.-C., date de la mort de Cléopâtre.   

## Histoire
Il existe plusieurs courants, formés en partie en se différenciant des écoles socratiques, et institués à Athènes après le règne d'Alexandre le Grand :
- Le platonisme hellénistique ou Moyenne, Nouvelle, quatrième et cinquième Académies, représenté par Arcésilas de Pitane (cinquième scolarque de l'Académie en 268 av. J.-C.), Carnéade (186), Philon de Larisse (110).
- Le cyrénaïsme, et plus largement l'hédonisme, fondé par Aristippe de Cyrène entre 400 et 370, aussi représenté par Hégésias de Cyrène (né en 290) ou encore Théodore l'Athée (mort en 250). Ensuite, le cyrénaïsme déclina au profit de l'épicurisme, lui aussi hédoniste à sa manière plus recluse et drastique.
- Le cynisme, apparut vers 390 avec Antisthène, disciple de Socrate, et dont le représentant principal fut Diogène de Sinope (né en 323). En ressortent en Démétrios et Saloustios (aux premier et quatrième siècles après J.C.) par exemples.
- L'aristotélisme ou péripatétisme ou Lycée, fondé par Aristote en 335, représenté par Théophraste, premier scolarque du Lycée en 322, Straton de Lampsaque troisième scolarque, Xenarque de Séleucie septième scolarque, puis Antiochos (85). Aristote lui-même, mort en 322, précède l'époque hellénistique.
- Le scepticisme, fondé par Pyrrhon en 322. La Moyenne Académie de l'académicien Arcésilas et la Nouvelle Académie de Carnéade entrent dans le scepticisme comme pensée, pas comme école.
- L'épicurisme ou Jardin, fondé par Épicure en 306.
- Et finalement, le stoïcisme ou Portique, grand héritier des cyniques et des épicuriens, fondé par Zénon de Kition en 301, représenté par Chrysippe (deuxième scolarque du Portique en 232), Panétios de Rhodes (144), Posidonios d'Apamée, maître de Cicéron en 78.

Cette période de l'histoire de la philosophie est considérée comme l'une des plus importantes de l'Occident[réf. nécessaire]. En 155, les Athéniens envoient une ambassade à Rome, qui comprend trois philosophes : l'académicien Carnéade, l'aristotélicien Critolaos, le stoïcien Diogène de Babylone. En 176 ap. J.-C., bien après la période hellénistique, ces courants persistent, puisque Marc Aurèle, philosophe stoïcien et empereur, fonde à Athènes des chaires de philosophie pour les quatre principales écoles philosophiques : platonicienne, aristotélicienne, stoïcienne et épicurienne, rétribuées sur les fonds impériaux.

## Philosophie
Selon Émile Bréhier :

« Deux traits la [philosophie grecque d'époque hellénistique] caractérisent : le premier c’est la croyance qu’il est impossible à l’homme de trouver des règles de conduite ou d’atteindre le bonheur sans s’appuyer sur une conception de l’univers déterminée par la raison ; les recherches sur la nature des choses n’ont pas leur but en elles-mêmes, dans la satisfaction de la curiosité intellectuelle, elles commandent aussi la pratique. Le second trait, qui d’ailleurs aboutit plus ou moins, c’est une tendance à une discipline d’école ; le jeune philosophe n’a point à chercher ce qui a été trouvé avant lui ; la raison et le raisonnement ne servent qu’à consolider en lui les dogmes de l’école et à leur donner une assurance inébranlable ; mais il ne s’agit de rien moins dans ces écoles que d’une recherche libre, désintéressée et illimitée du vrai ; il faut s’assimiler une vérité déjà trouvée. »